# Молния-1000 Геракл
Молния-1000 «Геракл» — самый тяжёлый самолёт из проектов НПО «Молния». Из-за недостатка финансирования во время кризиса 1995 года, разработка триплана была свёрнута на стадии проектирования. Проект самолета «Геракл» удостоен Золотой медали Всемирного салона изобретений и научных исследований в Брюсселе «Эврика-95».

## Конструкция
Самолет-транспортировщик «Геракл» сконструирован по нетрадиционной двухбалочной схеме триплан с внешней подвеской транспортируемого груза между фюзеляжем под центропланом. Самолет предназначен для транспортировки на внешней подвеске крупно-габаритных грузов массой до 450 тонн или пассажирских модулей вместимостью до 1200 человек. Он может быть использован как самолет-носитель для запуска орбитальных ступеней авиационно-космических систем, таких как МАКС, так и для пассажирских перевозок. Использование несущих свойств всех плоскостей триплана заметно снижает нагрузки на конструкцию и обеспечивает снижение размеров и массы самолета по сравнению с традиционными схемами. При идентичный габаритах грузоподъемность «Геракла» в 1.5 раза выше, чем у известного Ан-225 «Мрия». Имеющаяся на «Геракле» система подъема и опускания грузов сокращает цикл и упрощает операции погрузки и разгрузки, не требуя оснащения аэродрома кранами. Самолет «Геракл» может быть базирован на аэродромах 1-го класса с при необходимости доработанными рулежными дорожками или внеклассных аэродромах. При использовании пневматиков низкого давления может быть использован и на подготовленных грунтовых аэродромах.

## Тактико-технические характеристики[4]
- Экипаж: 4
- Длина: 73.4 м
- Размах крыла: 90.4 м
- Высота: 17.5 м
- Площадь крыла: ???? м²
- Колея шасси: 16 м
- Максимальные размеры груза: 60 x 11 × 9,4 м
- Максимальная взлётная масса: 900 000 кг
- Максимальная масса полезного груза (включая элементы крепления): 450 000 кг
- Максимальный запас топлива: 358 000 кг
- Крейсерская скорость полета: 840 км/ч
- Дальность полета с максимальным запасом топлива: 8300-11800 км

- Разбег при взлете: 2350 м
- Пробег при посадке: 1000 м